# Erlanger Schule der Informationspsychologie
Unter Erlanger Schule der Informationspsychologie wird die empirische und theoretische Arbeit aus den psychologischen, erziehungswissenschaftlichen und medizinpsychologischen Einrichtungen der Universität Erlangen-Nürnberg zusammengefasst, aus der ein informationspsychologisches Intelligenzmodell hervorging.

## Vorgeschichte
Die Bezeichnung „The Erlangen School“ wurde zuerst von Hans Jürgen Eysenck in mehreren Arbeiten seit 1986 verwendet. In ihnen stellte er ausführlich die empirische und theoretische Arbeit über informationstheoretische und biologische Aspekte der Intelligenz dar, wozu Arbeitskreise in Erlangen (und Nürnberg) um Erwin Roth (1960) und Wolf Dieter Oswald (1971) wesentliche Forschungsergebnisse beigetragen hatten. Die hier geschaffenen Grundlagen wurden mit allgemeinen informationspsychologischen Arbeiten von Helmar Gunter Frank (Stuttgart, dann Berlin und Paderborn) verknüpft und ab 1974 wiederum in Erlangen von Siegfried Lehrl und Mitarbeitern zu umfassenderen Konzepten der Intelligenz geformt. Die Grundlage für dieses Forschungsparadigma hatte 1952 William Edmund Hick gelegt, der in Experimenten mit der Jensen-Box den mathematischen Zusammenhang zwischen der Reaktionszeit und der Anzahl der Wahlmöglichkeiten fand.
Als konkurrierende Schulen, die ebenfalls Intelligenz informationstheoretisch zu erklären versuchten, galten die in den 1980er Jahren international viel bekanntere „Berkeley School“ um Arthur R. Jensen, der die Erkenntnisse der „Erlangen School“ explizit nutzte, und die ebenso renommierte „London School“ um Hans Jürgen Eysenck. Die Erkenntnisse, die in den drei Schulen gewonnen wurden, ergänzen sich heute.

## Stand der wichtigsten Forschungsergebnisse
Die Schlüsselerkenntnis der Erlanger Schule knüpft an Helmar Gunter Franks Psychostrukturmodell der menschlichen Informationsverarbeitung von 1960 an, wonach Informationen aus der Umwelt über die Sinnesorgane in den Kurzspeicher („Arbeitsspeicher“) gelangen können. Was hier hereinkommt, wird bewusst und kann darin weiter verarbeitet, im Gedächtnis abgespeichert oder als Aktion geplant werden und dann als Handlung auf die Umwelt einwirken.
Sobald die aufgenommenen sowie die zu managenden Informationen die Kurzspeicherkapazität überschreiten, bricht der Informationsverarbeitungsvorgang zusammen und muss neu begonnen werden. Da sich die Personen in der Kurzspeicherkapazität unterscheiden, erbringen sie unterschiedliche Informationsverarbeitungsleistungen, die als Grundlage der „allgemeine Intelligenz“ angesehen werden und sich im individuellen Generalfaktor der Intelligenz niederschlagen. Insbesondere das Niveau der fluiden Intelligenz hängt davon ab.
Die Kapazität des Kurzspeichers C (gemessen in Bits) hängt vermöge
C = S ⋅ D
von den Größen
- Informationsverarbeitungsgeschwindigkeit S (gemessen in Bits pro Sekunde) und
- Gegenwartsdauer D (gemessen in Sekunden; entspricht in etwa der Gedächtnisspanne oder Merkspanne)

ab.
Außer dem dargestellten Konzept entstand in der Erlanger Schule der einfach abnehmbare Intelligenztest KAI (Kurztest für allgemeine Basisgrößen der Informationsverarbeitung) für einmalige und mehrmalige Untersuchungen, zu dem auch eine Version zur Selbsttestung geschaffen wurde (Lehrl, 1997). Mit dem KAI sind S und D in wenigen Minuten messbar, woraus sich dann nach obiger Gleichung die Kurzspeicherkapazität ermitteln lässt. Diese Werte können auch IQ-Punkten zugeordnet werden.
Zusammenfassend ergeben sich als Leistungen der Erlanger Schule der Informationspsychologie:
- Ihre informationspsychologischen Intelligenzkonzepte bilden die Grundlage für eine Reduktion von Intelligenzkonzepten auf wenige elementare Grundgrößen und exakte Intelligenzmessungen im Bit-Sekunden-System auf hohem Messniveau.
- Hierfür steht auch ein praktikabler Intelligenztest (KAI) zur Verfügung.
- Das Intelligenzkonzept ist einfach mit biologischen Sachverhalten zu verbinden. Deshalb eignet es sich für viele humangenetische, physiologische und neurologische Fragestellungen über die kognitive Leistungsfähigkeit.

### Präzisierung des Generalfaktors der Intelligenz
Die Forscher sehen das informationspsychologische Intelligenzmodell als die Grundlage für die exakte Definitionen des Generalfaktors der Intelligenz g, insbesondere der fluiden Intelligenz.

### Messung der prozentualen Demenzausprägung
Mithilfe des informationspsychologischen Intelligenzmodelles kann die globale geistige Leistungsminderung bei Demenzen folgendermaßen als Prozentwert angegeben werden:
prozentuale Demenzausprägung = 100 ⋅ (Cprämorbid − Caktuell) ⁄ Cprämorbid
Dabei wird die aktuelle Kurzspeicherkapazität Caktuell mit dem KAI gemessen, während die prämorbide Kurzspeicherkapazität Cprämorbid mittels Verfahren für kristallisierte Intelligenz, beispielsweise mit einem Mehrfachwahl-Wortschatz-Intelligenztest wie MWT-A, MWT-B oder TPL, abgeschätzt wird. Falls man damit einen (prämorbiden) IQ ermittelt, kann man diesem nach den Tabellen im KAI-Manual eine Kurzspeicherkapazität zuordnen.